# Глозман, Иосиф Моисеевич
Иосиф Моисеевич Глозман (1920, Киев — 1993, Иерусалим, Израиль) — советский, российский, израильский писатель, искусствовед, переводчик, научный редактор издательства «Советская энциклопедия», старший редактор «Краткой еврейской энциклопедии».
В России известен, в частности, как автор ряда трудов по истории и архитектуре московских усадеб (Архангельское, Кусково и другие).

## Биография
Иосиф Глозман родился в 1920 году в Киеве. Окончил музыкальную школу по классу скрипки, в 1939 году поступил в Киевскую консерваторию.
Участвовал в финской кампании, затем — в Великой Отечественной войне. В феврале 1942 года в боях под Ржевом был тяжело ранен, после чего демобилизован по инвалидности.
В 1942 году поступил на искусствоведческое отделение филологического факультета Московского государственного университета, который окончил в 1947 году. В 1947—1965 годах числился научным сотрудником, а затем заместителем директора по научной работе в подмосковном музее-усадьбе «Кусково».
В 1966—1973 годах работал научным редактором издательства «Советская энциклопедия».
В 1973 году Глозман оставил работу в издательстве «Советская энциклопедия» и в 1973—1975 годах работал заведующим сектором садово-паркового искусства Музея керамики и «Усадьба Кусково XVIII века».
В 1976 году переехал в Израиль. С 1977 года Глозман был сотрудником издательства «Библиотека-Алия», с 1979 по 1993 год являлся старшим научным редактором «Краткой еврейской энциклопедии» на русском языке.
Старшие редакторы «Краткой еврейской энциклопедии» Иосиф Глозман и Марк Кипнис (впоследствии главный редактор) при работе над статьями устраивали «энциклопедические соревнования»: в заданные сроки они должны были написать статью на одну и ту же тему, после чего оценивали информационную насыщенность текста — количество имен, названий, отсылок, источников и т. п. Затем наиболее полная статья публиковалась.

## Труды

### Искусствоведение
- Глозман И. М. Путеводитель по усадьбе Кусково. — М., 1954. — 29 с.
- Глозман И. М. Кусково. — Московский рабочий, 1958. — 85 с.
- Глозман И. М. Кусково. Альбом-очерк. — М.: Советский художник, 1965. — 32 с.
- Глозман И. М., Тыдман Л. В. Кусково. — М.: Искусство, 1966. — 55 с. — (Художественные сокровища дворцов-музеев).
- Глозман И. М., Тыдман Л. В. Кусково. Серия: Художественные сокровища дворцов-музеев. — М.: Искусство, 1966. — 108 с.
- Глозман И. М. К истории русского натюрморта // Русское искусство XVIII века : материалы и исследования / Ин-т истории искусства М-ва культуры СССР ; под ред. Т. В. Алексеевой. — М. : Искусство, 1968. — С. 53—71. — 308 с.
- Глозман И. М., Рапопорт В. Л., Семенова И. Г., Тыдман Л. В. Кусково. Останкино. Архангельское. — М.: Искусство, 1976. — 207 с. — (Города и музеи мира).

### В энциклопедиях
- «Большая советская энциклопедия» (3-е изд.): статьи «Ампир», «Витраж», «Вышивка», «Декоративно-прикладное искусство» и др.
- «Искусство стран и народов мира»: «Скульптура 14-17 вв.», «Декоративное искусство 18 в. — первой половины 19 в.», «Декоративное искусство второй половины 19 в. — начала 20 в.» (очерк «РСФСР»); «Декоративное искусство» (очерк «Португалия»).
- «Белорусская советская энциклопедия»: «Ардуэн-Мансар», «Литье художественное».
- «Краткая еврейская энциклопедия»: «Искусства пластические», «Кино», «Генрих Гейне», «Исаак Левитан», «Танхум Каплан», «Эльза Ласкер-Шюлер», «Амадео Модильяни» и др.

### Прочие
- Переводы с идиша на русский: «Зеленый аквариум» А. Суцкевера (1978); «Агуна» Х. Граде (1983).
- Поэзия: сборник стихотворений «Штрихи десятилетия» (под псевдонимом Иосиф Ган), Иерусалим, 1982.